# Pseudomys
Pseudomys is een geslacht van knaagdieren uit de muizen en ratten van de Oude Wereld dat voorkomt in Australië, en met één soort (P. delicatulus) in een klein deel van Nieuw-Guinea. Met ongeveer 25 soorten is het het grootste geslacht van de Australische knaagdieren. Het is nauw verwant aan geslachten als Leporillus, Conilurus en Notomys. Leggadina, dat eerder ook als een ondergeslacht van Pseudomys is gezien, is mogelijk niet bijzonder nauw verwant aan Pseudomys. Er is een Pliocene fossiele Pseudomys-soort bekend, Pseudomys vandycki uit Queensland.

## Kenmerken
Dit geslacht omvat over het algemeen vrij kleine muizen met een bruinachtige rug en een witte buik. De kop-romplengte bedraagt 50 tot 175 mm, de staartlengte 63 tot 195 mm, de achtervoetlengte 15 tot 35 mm, de oorlengte 9 tot 25 mm en het gewicht 8 tot 145 gram.

## Indeling
Zoals voor zo'n groot geslacht verwacht kan worden, zijn er grote verschillen tussen de soorten van dit geslacht. Ook is het parafyletisch met betrekking tot Notomys en Mastacomys. Naar verluidt zijn de vele soorten niet duidelijk aan elkaar verwant; er zijn geen kenmerken die Pseudomys wel heeft en alle andere knaagdieren niet. Twee groepen, Gyomys en Thetomys, zijn vroeger al eens als aparte (onder)geslachten gezien, maar beide zijn het waarschijnlijk geen natuurlijke groepen.
Er zijn ongeveer 24 soorten:
- Pseudomys albocinereus
- Pseudomys apodemoides
- Pseudomys auritus†
- Pseudomys australis
- Pseudomys bolami
- Pseudomys calabyi
- Pseudomys chapmani
- Pseudomys delicatulus
- Pseudomys desertor
- Pseudomys fumeus
- Pseudomys glaucus
- Pseudomys gouldii
- Pseudomys gracilicaudatus
- Pseudomys hermannsburgensis
- Pseudomys higginsi
- Pseudomys johnsoni
- Pseudomys mimulus
- Pseudomys nanus
- Pseudomys novaehollandiae
- Pseudomys occidentalis
- Pseudomys oralis
- Pseudomys patrius
- Pseudomys pilbarensis
- Pseudomys shortridgei
- Pseudomys vandycki†

Abditomys · 
Abeomelomys · 
Aethomys · 
Anisomys · 
Anonymomys · 
Apodemus · 
Apomys · 
Archboldomys · 
Arvicanthis · 
Baiyankamys · 
Baletemys · 
Bandicota · 
Batomys · 
Berylmys · 
Brassomys · 
Bullimus · 
Bunomys · 
Canariomys · 
Carpomys · 
Chingawaemys · 
Chiromyscus · 
Chiropodomys · 
Chiruromys · 
Chrotomys · 
Coccymys · 
Colomys · 
Congomys · 
Conilurus · 
Coryphomys · 
Crateromys · 
Cremnomys · 
Crossomys · 
Crunomys · 
Dacnomys · 
Dasymys · 
Dephomys · 
Desmomys · 
Diomys · 
Diplothrix · 
Echiothrix · 
Eropeplus · 
Frateromys · 
Golunda · 
Gracilimus · 
Grammomys · 
Hadromys · 
Haeromys · 
Halmaheramys · 
Hapalomys · 
Heimyscus · 
Hybomys · 
Hydromys · 
Hylomyscus · 
Hyomys · 
Hyorhinomys · 
Kadarsanomys · 
Komodomys · 
Lamottemys · 
Leggadina · 
Lemniscomys · 
Lenomys · 
Lenothrix · 
Leopoldamys · 
Leporillus · 
Leptomys · 
Limnomys · 
Lorentzimys · 
Macruromys · 
Madromys ·
Malacomys · 
Mallomys · 
Malpaisomys · 
Mammelomys · 
Margaretamys · 
Mastacomys · 
Mastomys · 
Maxomys · 
Melasmothrix · 
Melomys · 
Mesembriomys ·
Micaelamys · 
Microhydromys · 
Micromys · 
Millardia · 
Mirzamys · 
Montemys · 
Mus · 
Musseromys · 
Mylomys · 
Myomyscus · 
Nesokia · 
Nilopegamys · 
Niviventer · 
Notomys · 
Ochromyscus · 
Oenomys ·
Otomys · 
Palawanomys · 
Papagomys · 
Parahydromys · 
Paraleptomys · 
Paramelomys · 
Parotomys · 
Paucidentomys · 
Paulamys · 
Pelomys · 
Phloeomys · 
Pithecheir · 
Pithecheirops · 
Pogonomelomys · 
Pogonomys · 
Praomys · 
Protochromys · 
Pseudohydromys · 
Pseudomys · 
Rattus · 
Rhabdomys · 
Rhynchomys · 
Saxatilomys ·
Serengetimys ·
Solomys · 
Sommeromys · 
Soricomys · 
Spelaeomys · 
Srilankamys · 
Stenocephalemys · 
Stochomys · 
Sundamys · 
Taeromys · 
Tarsomys · 
Tateomys · 
Thallomys · 
Thamnomys · 
Tokudaia · 
Tonkinomys ·
Tryphomys · 
Typomys · 
Uromys · 
Vandeleuria · 
Vernaya · 
Xenuromys · 
Xeromys · 
Zelotomys · 
Zyzomys
Pseudomys albocinereus · 
Pseudomys apodemoides · 
Pseudomys auritus† · 
Pseudomys australis · 
Pseudomys bolami · 
Pseudomys calabyi · 
Pseudomys chapmani · 
Pseudomys delicatulus · 
Pseudomys desertor · 
Pseudomys fumeus · 
Pseudomys glaucus · 
Pseudomys gouldii · 
Pseudomys gracilicaudatus · 
Pseudomys hermannsburgensis · 
Pseudomys higginsi · 
Pseudomys johnsoni · 
Pseudomys mimulus · 
Pseudomys nanus · 
Pseudomys novaehollandiae · 
Pseudomys occidentalis · 
Pseudomys oralis · 
Pseudomys patrius · 
Pseudomys pilbarensis · 
Pseudomys pilligaensis · 
Pseudomys shortridgei · 
Pseudomys vandycki†